# Gent Hawks
El Gent Hawks es un club belga de baloncesto profesional con sede en la ciudad de Gante. Fue fundado en 1950 y desde la temporada 2007/08 compite en la BLB, la máxima categoría del baloncesto en Bélgica.
En su palmarés figura un título de campeón de Bélgica que logró en 1955.
Disputa sus encuentros como local en el pabellón Sportarena Tolhuis con capacidad para 3300 espectadores.

## Denominaciones anteriores
- 1950 - 1991 : Hellas Gent
- 1991 - 1995 : Bobcat Gent
- 1995 - 1997 : AST Gent
- 1997 - 2000 : Siemens Gent
- 2000 - 2002 : Gent United
- 2002 - 2007 : Gent Dragons
- 2007 - 2012 : Optima Gent
- 2012 - 2013 : Gent Dragons
- 2013 - presente: Gent Hawks

## Palmarés
- 1 vez campeón de Bélgica: 1955
- 1 vez campeón de la División 2: 2007